# Kristen Gilbert
Kristen Heather Gilbert (née Strickland; Fall River, 13 de novembro de 1967) é uma assassina em série e ex-enfermeira americana que foi condenada por quatro assassinatos e duas tentativas de assassinato de pacientes internados no Veterans Affairs Medical Center (VAMC) em Northampton, Massachusetts. Ela induziu parada cardíaca em pacientes injetando suas bolsas de terapia intravenosa com doses maciças de epinefrina, comumente conhecido como adrenalina, que é um estimulante cardíaco não rastreável. Ela então respondia à emergência codificada, muitas vezes ressuscitando os pacientes ela mesma. Os promotores disseram que Gilbert estava de plantão por cerca de metade das 350 mortes que ocorreram no hospital desde quando ela começou a trabalhar lá em 1989, e que as chances de isso ser apenas uma coincidência eram de 1 em 100 milhões. No entanto, suas únicas vítimas confirmadas foram Stanley Jagodowski, Henry Hudon, Kenneth Cutting e Edward Skwira.

## Primeiros anos
Gilbert nasceu Kristen Heather Strickland em Fall River, Massachusetts, em 13 de novembro de 1967, a mais velha das duas filhas de Richard e Claudia Strickland. Richard era um executivo de eletrônica, enquanto Claudia era dona de casa e professora de meio período. Ao entrar na adolescência, amigos e familiares notaram que ela tinha o hábito de mentir. Ela tinha um histórico de fingir tentativas de suicídio para manipular as pessoas. De acordo com registros do tribunal, ela fez ameaças violentas contra outras pessoas desde que era adolescente.
Gilbert se formou na Groton-Dunstable Regional High School em Groton, Massachusetts. Em 1986, ela se matriculou no Bridgewater State College em Bridgewater, Massachusetts. Depois de uma falsa tentativa de suicídio, ela foi condenada a tratamento psiquiátrico por funcionários do Bridgewater State College. Por causa disso, em 1987, ela se transferiu para o Mount Wachusett Community College em Gardner, Massachusetts e depois para o Greenfield Community College em Greenfield, Massachusetts. Ela se formou no último com um diploma de enfermagem, tornando-se enfermeira registrada em 1988. Mais tarde naquele ano, ela se casou com Glenn Gilbert.

## Carreira e assassinatos

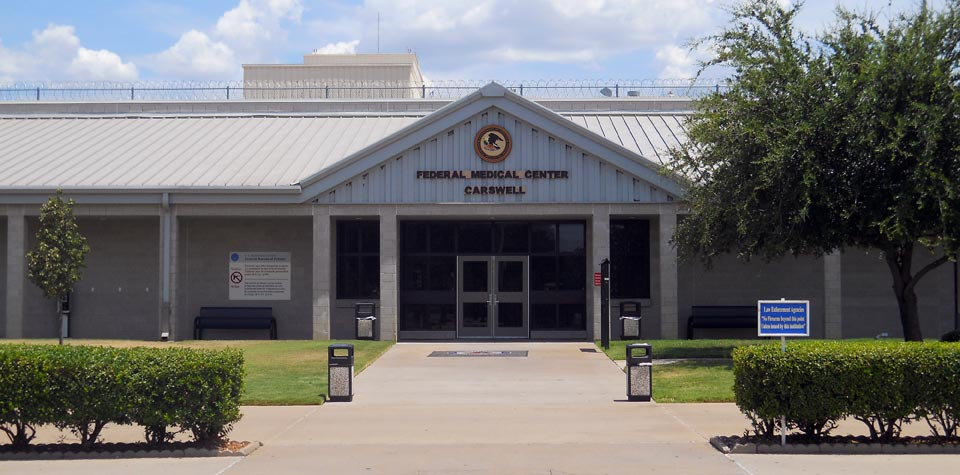
FMC Carswell, onde Gilbert está encarcerada

Em 1989, Gilbert se juntou à equipe do Veterans Affairs Medical Center em Northampton. Ela foi destaque na revista VA Practitioner em abril de 1990. Embora outras enfermeiras tenham notado um grande número de mortes no relógio de Gilbert, eles a ignoraram e, brincando, a chamaram de "O Anjo da Morte". Em 1996, no entanto, três enfermeiras relataram sua preocupação com um aumento nas mortes por parada cardíaca e uma diminuição na oferta de epinefrina, e uma investigação foi iniciada. Gilbert telefonou com uma ameaça de bomba para tentar inviabilizar a investigação.
Gilbert deixou o hospital em 1996 em meio a uma investigação hospitalar sobre as muitas mortes suspeitas de pacientes que ocorreram durante seus turnos. Naquele outono, Gilbert se internou em hospitais psiquiátricos sete vezes, ficando entre um e dez dias cada vez. Em janeiro de 1998, Gilbert foi julgada por um alerta de bomba ao VAMC de Northampton visando retaliar os colegas de trabalho e ex-namorado James Perrault (que também trabalhou no hospital) por sua participação na investigação. Em abril de 1998, Gilbert foi condenada por esse crime.
Membros da equipe do hospital de AV especularam que Gilbert pode ter sido responsável por 350 ou mais mortes e mais de trezentas emergências médicas. O promotor em seu caso, o promotor assistente William M. Welch II, afirmou que Gilbert usou essas situações de emergência para chamar a atenção do então namorado Perrault, um policial de AV — as regras do hospital exigiam que a polícia do hospital estivesse presente em qualquer emergência médica. Perrault testemunhou contra ela, dizendo que ela confessou pelo menos um assassinato para ele por telefone enquanto estava internada em uma ala psiquiátrica. O advogado de defesa David P. Hoose alegou dúvida razoável com base na falta de provas diretas.
William Boutelle, um psiquiatra que atuou como chefe de gabinete do Northampton VAMC, teorizou que ela criou situações de crise médica de emergência para mostrar sua proficiência como enfermeira. No julgamento, os promotores disseram que ela usou uma grande faca de cozinha em um assalto em Greenfield, Massachusetts, em janeiro ou fevereiro de 1988. Os promotores disseram que ela tentou duas vezes assassinar uma pessoa com veneno em novembro de 1995. Os promotores disseram que Gilbert tentou envenenar um paciente em no hospital de AV em 28 de janeiro de 1996, e que ela causou uma emergência médica removendo o tubo de respiração de um paciente no hospital de AV em 30 de janeiro de 1994.
Os promotores disseram que Gilbert abandonou uma paciente em parada cardíaca em 9 de novembro de 1995 e, em seguida, pediu a outra enfermeira para acompanhá-la em uma verificação de pacientes. Os promotores disseram que ela esperou até que seu colega detectasse independentemente a dificuldade do paciente antes de disparar o alarme. Gilbert forçou um colega não treinado a usar pás de desfibrilação cardíaca em um paciente durante uma emergência médica em 17 de novembro de 1995, recusando-se a usar o equipamento. Os promotores disseram que Gilbert ameaçou a vida de pelo menos uma pessoa verbalmente e fisicamente em julho de 1996. Enquanto trabalhava como assistente domiciliar de saúde antes de se tornar uma enfermeira registrada e cerca de oito anos antes de seus crimes de VAMC, Gilbert propositalmente escaldou uma criança com deficiência mental com água quente do banho.
Em 14 de março de 2001, um júri federal condenou Gilbert por três acusações de assassinato em primeiro grau, uma acusação de assassinato em segundo grau e duas acusações de tentativa de assassinato. Embora Massachusetts não tenha pena de morte, seus crimes foram cometidos em propriedade federal e, portanto, sujeitos à pena de morte. Os promotores, na tentativa de garantir uma pena de morte, procuraram admitir evidências de fatores agravantes durante a fase de pena, incluindo a condenação de Gilbert em 1998 pela ameaça de bomba; a defesa apresentou evidências de fatores atenuantes, incluindo o bem-estar dos dois filhos de Gilbert.
Em 26 de março de 2001, o júri recomendou uma sentença de prisão perpétua. Em 27 de março, o juiz condenou formalmente Gilbert a quatro penas consecutivas de prisão perpétua sem possibilidade de liberdade condicional, mais vinte anos. Ela foi transferida de uma prisão para mulheres em Framingham, Massachusetts, para a FMC Carswell em Fort Worth, Texas, onde permaneceu desde então.
Em julho de 2003, Gilbert desistiu de seu apelo federal para um novo julgamento após uma nova decisão da Suprema Corte dos EUA que permitiria que os promotores buscassem a pena de morte após um novo julgamento.

## Vida pessoal
Gilbert teve dois filhos com Glenn Gilbert antes de se divorciarem em 1998. No momento de sua prisão, ela morava em Setauket, Nova Iorque.